# Georges Trombert
Georges Auguste Ernest Trombert (Genf, 1874. augusztus 10. – Lyon 2. kerülete, 1949. február 27.) olimpiai ezüstérmes francia vívó.

## Sportpályafutása
Mindhárom fegyvernemben versenyzett.